# Carballeira de San Pedro
La carballeira de San Pedro o carballeira de Muradás es un parque situado en el pueblo de Muradás, perteneciente al municipio orensano de Beariz.  

## Descripción
El parque, repleto de robles, cuenta con una zona de juegos infantiles, una fuente, un cruceiro y una estatua, el monumento al Emigrante, aparte de varios bancos.
En la carballeira también encontramos la capilla de San Pedro. Además, una pequeña parte de la Carballeira, separada por la capilla, pertenece a un bar, cuyo nombre hace referencia a la capilla.

## Ferias y fiestas
La carballeira cuenta con una feria que se realiza cada día 19 en todos los meses del año. Y además, se realiza la Fiesta de San Pedro el último fin de semana del mes de julio.